# 仪征站
仪征站，位于中华人民共和国江苏省扬州市仪征市真州镇，是宁启铁路上的火车站，建于2001年，2013年7月1日暂停办理客运业务，新站房预计2016年下半年重建，由上海铁路局管辖。

## 車站周邊
- 马集工业区

## 歷史
- 建于2001年。
- 2013年7月1日暂停办理客运业务。[1][2][3]

## 外部連結
- 中国铁路客户服务中心（页面存档备份，存于）